# Tramway de Rostock
Le tramway de Rostock est le réseau de tramways de la ville de Rostock, en Allemagne. Ouvert en 1888, il compte actuellement 6 lignes.

## Réseau actuel

### Lignes
| Ligne | Trajet |
| ----- | --- |
| 1     | (Lichtenhagen, Mecklenburger Allee –) Lütten Klein, Rügener Straße – Evershagen – Marienehe – Reutershagen – Doberaner Platz – Steintor – Dierkower Kreuz – Hafenallee                 |
| 2     | Reutershagen – Doberaner Platz (de) – Goetheplatz – Gare centrale – Porte de pierre (de) – Dierkower Kreuz – Kurt-Schumacher-Ring                                                      |
| 3     | (Nouveau cimetière (de) –) Platz der Jugend – Doberaner Platz – Goetheplatz – Gare centrale – Porte de pierre – Dierkower Kreuz – Dierkower Allee                                      |
| 4     | Campus Südstadt – Goetheplatz – Lange Straße – Gare centrale – Porte de pierre – Dierkower Kreuz – Dierkower Allee                                                                     |
| 5     | Lichtenhagen, Mecklenburger Allee – Lütten Klein, Rügener Straße – Evershagen – Marienehe – Reutershagen – Doberaner Platz – Lange Straße – Porte de pierre – Gare centrale – Südblick |
| 6     | Nouveau cimetière – Doberaner Platz – Lange Straße – Porte de pierre – Gare centrale – Campus Südstadt                                                                                 |

### Matériel roulant

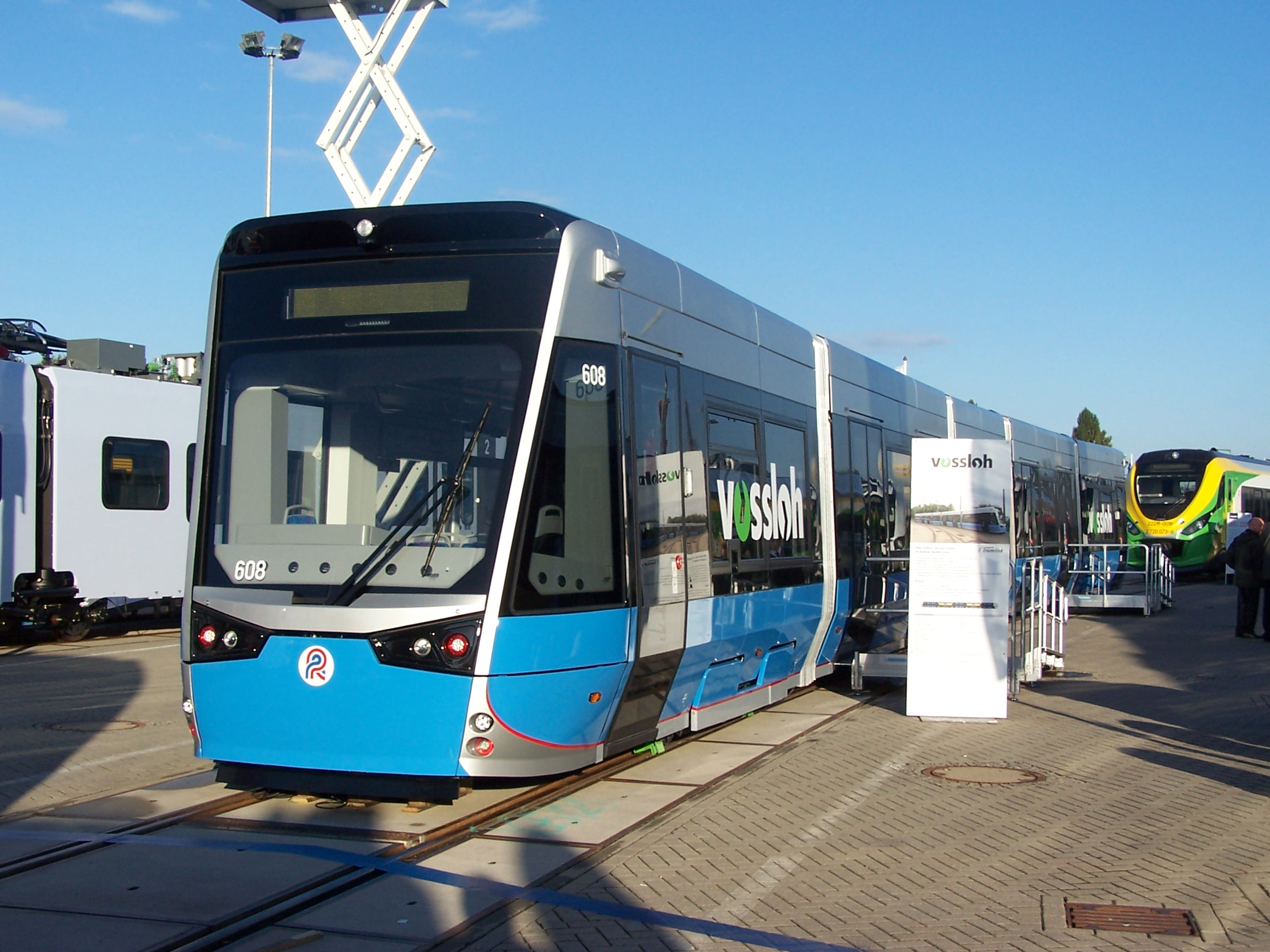
Rame Tramlink lors de l'exposition InnoTrans 2014 à Berlin

Le parc est majoritairement constitué de rames Tatra T6A2 (de).
Une nouvelle génération est commandée en 2011 auprès du constructeur Vossloh pour un montant de 37 millions d'euros. La livraison a lieu durant l'année 2014. Un total de 13 rames TramLink 6N2 a été commandé. Chaque rame mesure 32 mètres pour une largeur de 2 650 mm, l'écartement étant de 2 300 mm. Ces rames ont la particularité d'être équipé de supercondensateurs.